# Abbaye Saint-Urbain
L'abbaye Saint-Urbain est une ancienne abbaye cistercienne à Pfaffnau, dans le canton de Lucerne, dans le diocèse de Bâle.

## Histoire
À l'initiative des barons de Langenstein, les moines de l'abbaye de Lucelle fondent en 1194 un monastère dans la vallée de la Rot.
À la fin du XIIIe siècle, le monastère produit en grande quantité des briques décorées qui composent les nouveaux bâtiments.
L'abbaye actuelle est construite de 1711 à 1715 par l'architecte Franz Beer et est l'un des exemples les plus impressionnants de l'architecture baroque en Suisse comme les stalles sculptées entre 1700 et 1707. L'orgue construit en 1721 est l'œuvre de Joseph et Victor Ferdinand Bossard.
Le 13 avril 1848, le canton de Lucerne décrète après la mort de l'abbé Friedrich Pfluger la dissolution du monastère et la vente de biens monastiques dans le cadre du tribut de guerre des vainqueurs de la guerre du Sonderbund. Les œuvres d'art et la bibliothèque du monastère avec la collection Gatterer deviennent des propriétés de l'État. Les stalles sont enlevées, elles sont remises dans l'église en 1911. En 1873, les locaux sont transformés en hôpital psychiatrique de Lucerne. L'ensemble a, depuis, été inscrit comme bien culturel d'importance nationale.

## Source
- (de) Cet article est partiellement ou en totalité issu de l’article de Wikipédia en allemand intitulé « Kloster St. Urban » (voir la liste des auteurs).